# Amtsgericht Rethem
Das Amtsgericht Rethem war ein Gericht der ordentlichen Gerichtsbarkeit in Rethem. Es befand sich im Amtsgebäude Lange Straße 4 in Rethem.
Nach der Revolution von 1848 wurde im Königreich Hannover die Rechtsprechung von der Verwaltung getrennt und die Patrimonialgerichtsbarkeit abgeschafft.
Das Amtsgericht wurde daraufhin mit der Verordnung vom 7. August 1852 die Bildung der Amtsgerichte und unteren Verwaltungsbehörden betreffend als königlich hannoversches Amtsgericht gegründet.
Es umfasste das Amt Rethem, mit der Neugestaltung ohne die Gemeinden Benzen, Borg mit West-Cordingen, Ebbingen, Fulde mit Nüningen und Gakenhof, Griemen mit Kettenburg und Fallbeck, Hünzingen, Idsingen Sievern, Stellichte, West-Ahrsen und West-Jarlingen.
Das Amtsgericht war dem Obergericht Celle untergeordnet. Im Jahre 1859 wurde das Gericht aufgelöst und der Gerichtsbezirk dem des Amtsgerichtes Ahlden und Amtsgerichtes Walsrode zugeordnet.